# Керн (проба)

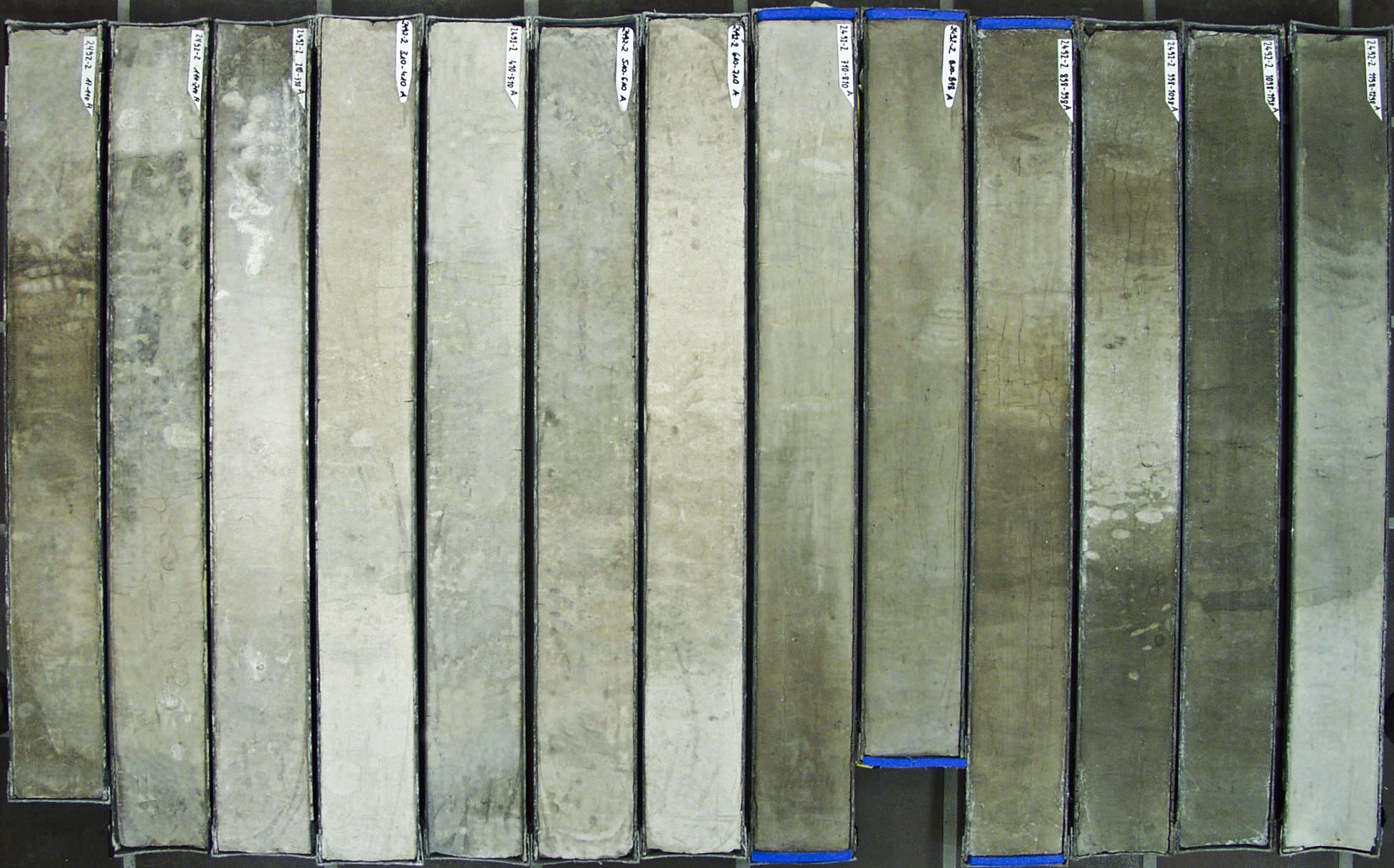
Колонка длиной 13 м, полученная в результате бурения дна на глубине 4207 м под водой НИС «Поларштерн» в Южной Атлантике. Цветовые оттенки отражают изменения условий осадкообразования и совпадают с климатическими циклами четвертичного периода. Более светлые тона указывают на большое количество микроскопических окаменелостей и соответствуют более тёплым периодам охватываемого колонкой промежутка в 800 тыс. лет.

Подъём керна со дна озера Байкал

Керн — проба вещества, представляющая собой цилиндрический столбик, извлекаемый в результате бурения с целью последующего исследования. Служит материалом для различных лабораторных анализов.

## Отбор керна
В большинстве случаев отбор керна производится при бурении породы полой стальной трубой, которая называется колонковой, а само бурение с отбором керна — колонковым. Внутри колонковой трубы находится керноприёмник (пробоотборник). Керноприёмник состоит в основном из головки, керноприёмной трубы и кернорвателя. Керноприёмники разнообразны, так как приходится отбирать керн различных пород в различных условиях. Разбуривание породы при отборе керна происходит по кольцу и керноприёмник как бы наползает на образующийся внутри кольца столбик породы. Образцы керна забираются в трубу в относительно неповреждённом состоянии. Разрушенная порода (шлам), не попавшая в керноприёмник, выносится на поверхность промывочной жидкостью или сжатым воздухом (газом), нагнетаемым в скважину буровым насосом или компрессором. Керн заклинивают, отрывают от забоя и поднимают на поверхность. После изъятия керна из трубы, он раскладывается в керновые контейнеры в определённой последовательности нахождения его в геологическом разрезе скважины. Весь поднятый керн детально описывается и передаётся на хранение в кернохранилище. В дальнейшем керн исследуется и анализируется (химический, спектральный, петрографический и другие анализы) в лаборатории с помощью различных методов и на различном оборудовании, в зависимости от того, какие данные должны быть получены. Обычно при анализе используется небольшая часть керна. По истечении определённого времени согласно руководящим документам часть керна, не имеющая существенного значения, сокращается (ликвидируется).

## Отбор керна в дендрохронологии
В дендрохронологии применяется отбор керна с помощью бурава из стволов деревьев с целью определения их возраста по количеству годичных колец.
В России первые дендрохронологические исследования были опубликованы в работах А. И. Шренка (1854), А. Ф. Миддендорфа (1867), А. Н. Бекетова (1868), Ф. Н. Шведова (1892), Д. И. Менделеева (1899) . В лесоводстве исследованием изменчивости годичных колец занимались Г. Ф. Морозов, М. Е. Ткаченко, А. П. Тольский.

## Хранение и транспортировка керна
Керн подвержен влиянию физических и химических воздействий окружающей среды. При транспортировке и хранении керна в открытом виде может происходить его разуплотнение, окисление, разбухание или растворение минералов, и т. д.

Поэтому качественное хранение керна представляет собой весьма сложный технологический процесс, требующий соблюдения специальных условий для обеспечения сохранности его свойств и состава. 

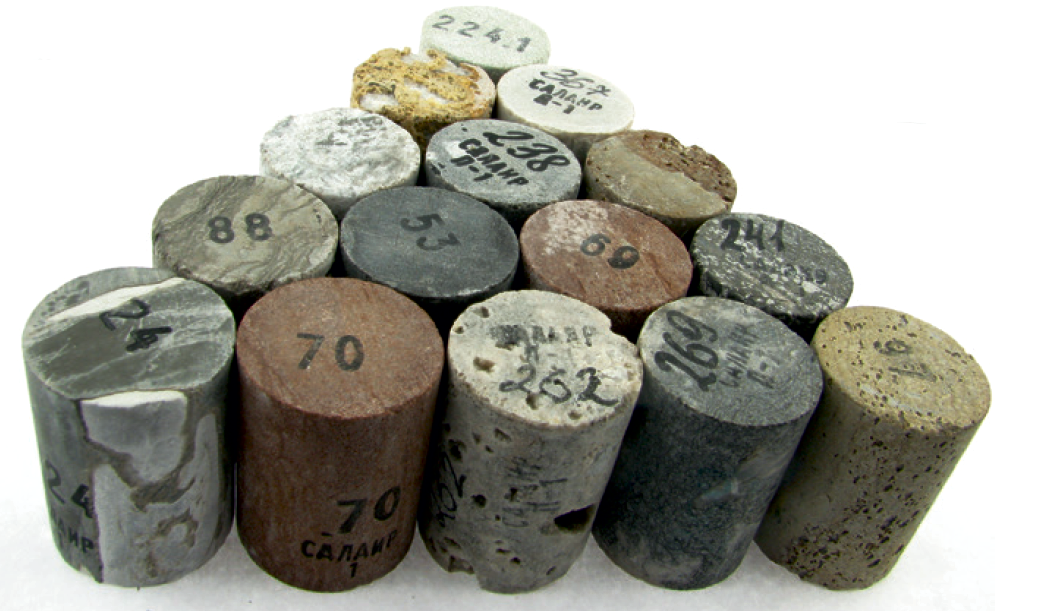
Образцы керна

В зависимости от особенностей горных пород представленных в керне хранение может осуществляться при:
-В условиях окружающей среды (временное хранение до доставки в стационарное кернохранилище)
— постоянной отрицательной температуре (керн криологических и инженерно-геологических скважин);
— постоянной положительной температуре и с контролем влажности;
— В специальной таре, сохраняющей естественную влажность (насыщение) керна.
— В керноотборных трубах (для минимизации механических воздействий)
Требования к хранению керна в современных кернохранилищах:
В помещении кернохранилища должны поддерживаться температура в пределах +10 ÷ +18оС и влажность 60 — 80 %.
В ячейках стеллажей следует хранить по высоте не более 7 коробок с керном диаметром 80 мм и не более 6 коробок с керном диаметром 100 мм. Коробки во избежание деформации должны размещаться строго друг на друге по вертикали.

Выемка коробок с керном из ячейки должна осуществляться строго по одной, начиная с верхнего ряда.

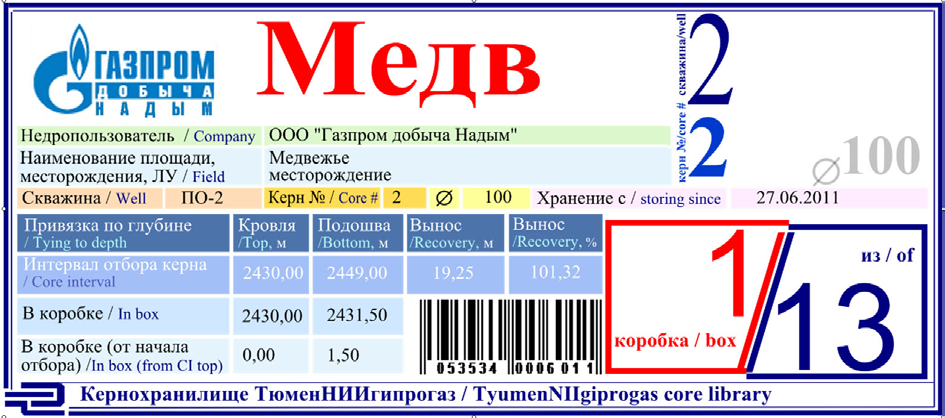
Этикетка коробки в которой хранится фрагмент керна

В нефтегазовой геологии становится всё более распространённым временное хранение и транспортировка керна в трубах, которые получаются при распиливании керноприёмника вместе с керном на фрагменты стандартной длинны (5 м, 1 м, 3 фута). При этом на каждой секции делаются специальные отметки, чтобы затем в лаборатории можно было правильно воспроизвести последовательность укладки фрагментов.